# Trubadurzy
Les Troubadours (Trubadurzy) sont un groupe polonais de rhythm and blues.

## Historique
Dans la période classique de leur travail, entre 1968 et 1976, le groupe a créé un son caractéristique combinant le rock 'n' roll avec le style de la musique folklorique. Cette fusion est à la base des plus grands succès des Troubadours, tels que Po co ja za tobą biegam, Znamy się tylko z widzenia czy Ej, Sobótka, Sobótka. Les premiers albums du groupe incluent également des chansons dans la convention de l'art rock (You will be), du rock psychédélique (Landscape and Girl), du funk rock (Trust your heart), et même du rock progressif à grande échelle instrumentale (Alma Ata). Avec les Skaldowie et les Czerwone Gitary, les Troubadours font partie des groupes bigbit (en) les plus importants de Pologne dans les années 1960 et 1970.
Créé à la fin de 1963 à Łódź, le groupe remporte son premier succès sérieux au festival d'Opole, où il reçoit le prix pour ses débuts. Les costumes pour les membres du groupe ont été conçus par Szymon Kobyliński.
Le groupe est peu actif à partir de 1976 et les relances tentées dans les années 1980 ne trouvent pas un grand écho. Il faut attendre 1993 pour un retour du public tant pour des concerts sur scène que pour de nouveaux disques et des émissions de télévision. Dans les années 2000 et 2010, ils participent à divers événements aux côtés d'autres vedettes des années 1960 et 1970 ou d'artistes plus jeunes et reçoivent divers hommages des autorités et des médias.

## Composition du groupe
Membres
- Sławomir Kowalewski (pl), depuis 1964 (leader du groupe, guitare basse et chant)
- Marian Lichtman (pl), depuis 1964 (percussions et chant)
- Krzysztof Krawczyk (guitare et chant), de 1964 à 1973 et en 1976
- Jerzy Krzemiński (pl), de 1964 à 1967 (guitare et chant)
- Bogdan Borkowski (guitare et chant, occasionnellement), (né le 30 juillet 1943, mort le 24 mars 2007 à Chicago, de 1964 à 1965)
- Sława Mikołajczyk (chant), depuis 1965)
- Ryszard Poznakowski (pl) (claviers, guitare et chant), de 1967 à 1969, de 1971 à 2005, depuis 2012 (invité)
- Piotr Kuźniak (pl) (guitare et chant, a remplacé Krzysztof Krawczyk)
- Halina Żytkowiak (pl) (chant), de 1969 à 1973
- Jacek Malanowski (chant, keyboard), depuis 2005

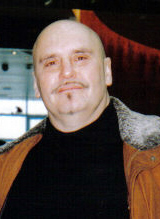
Marian Lichtman
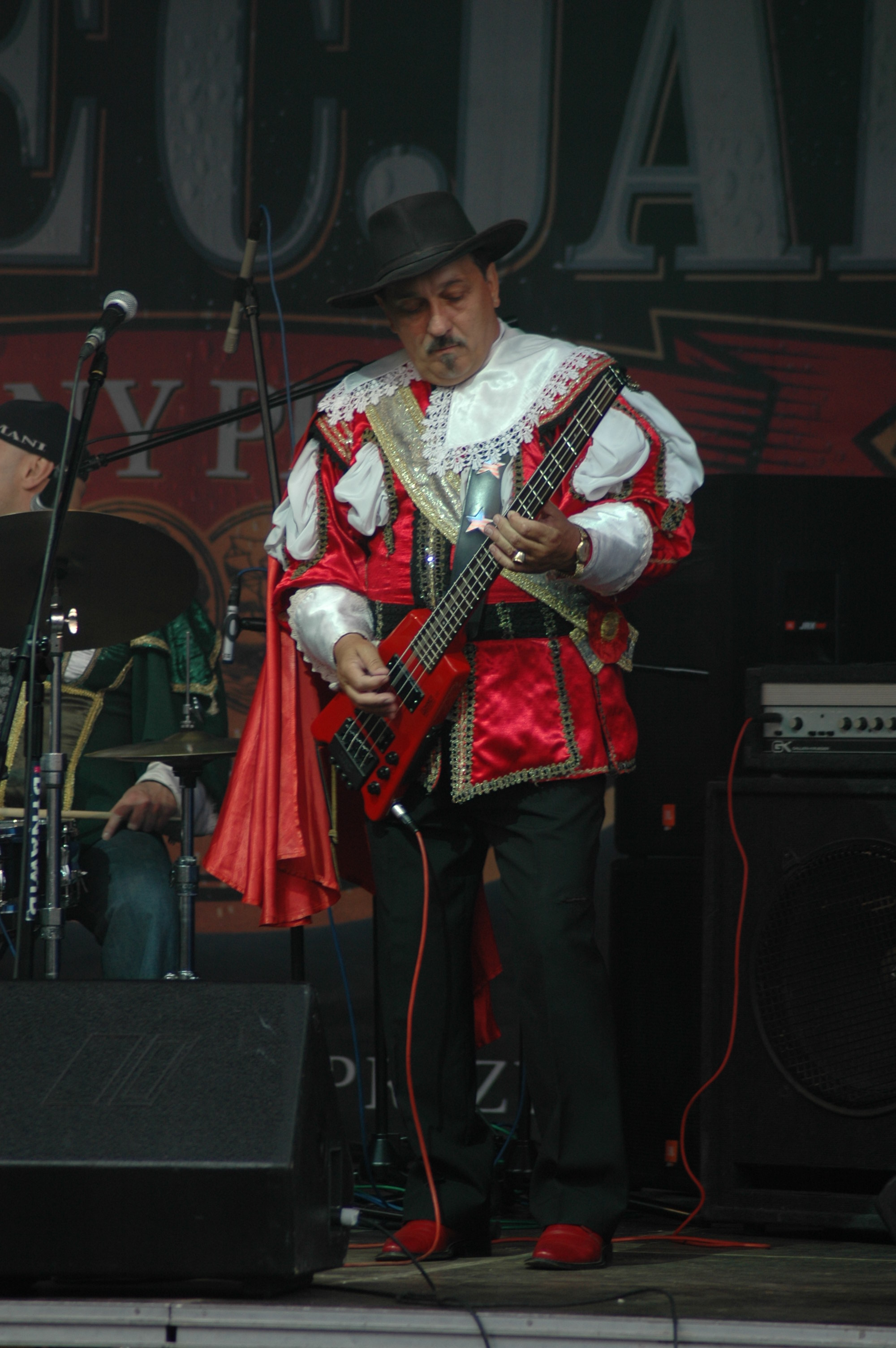
Sławomir Kowalewski
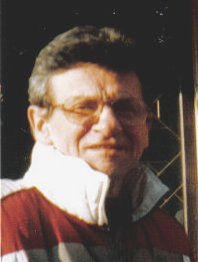
Ryszard Poznakowski
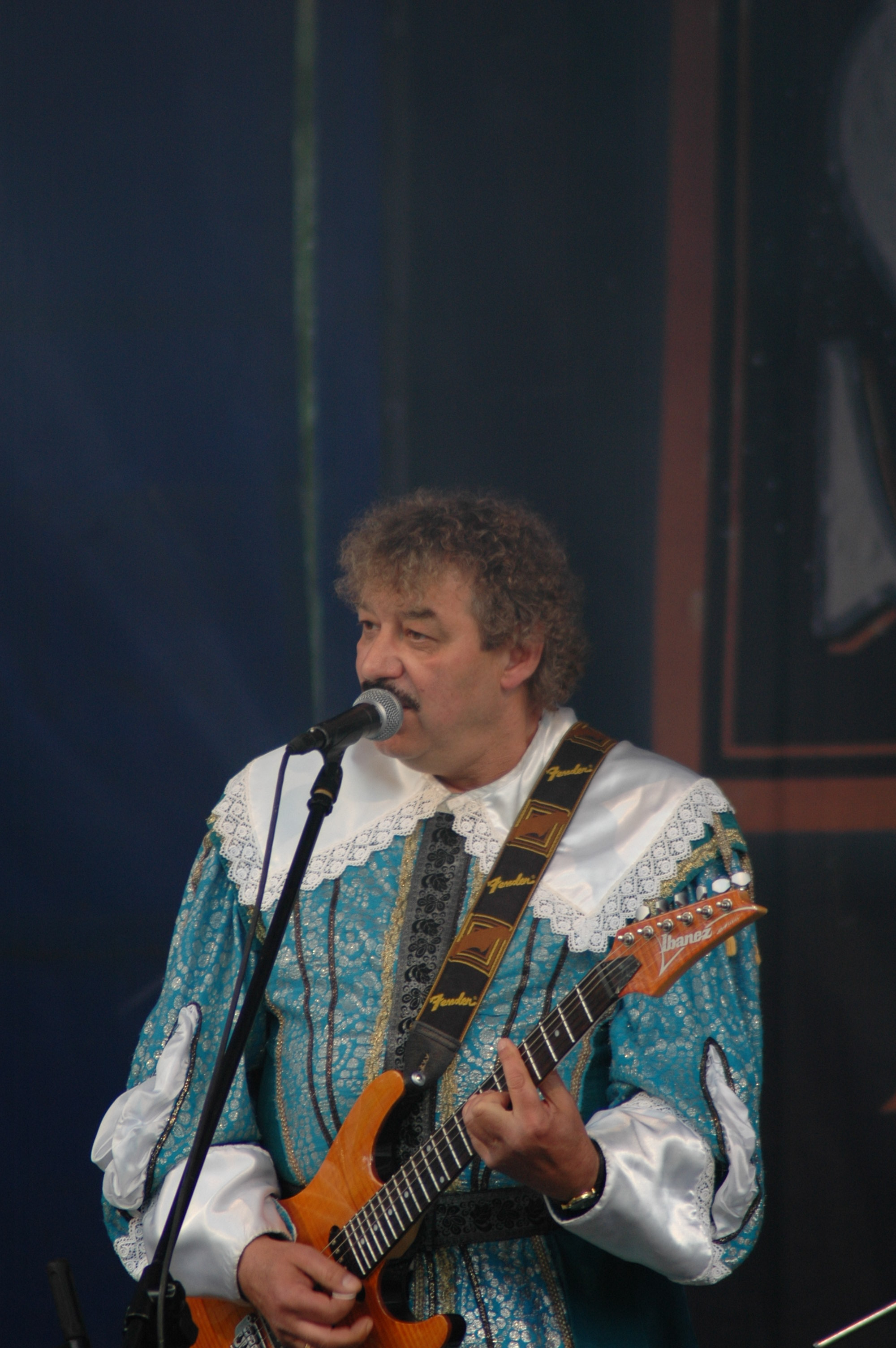
Piotr Kuźniak
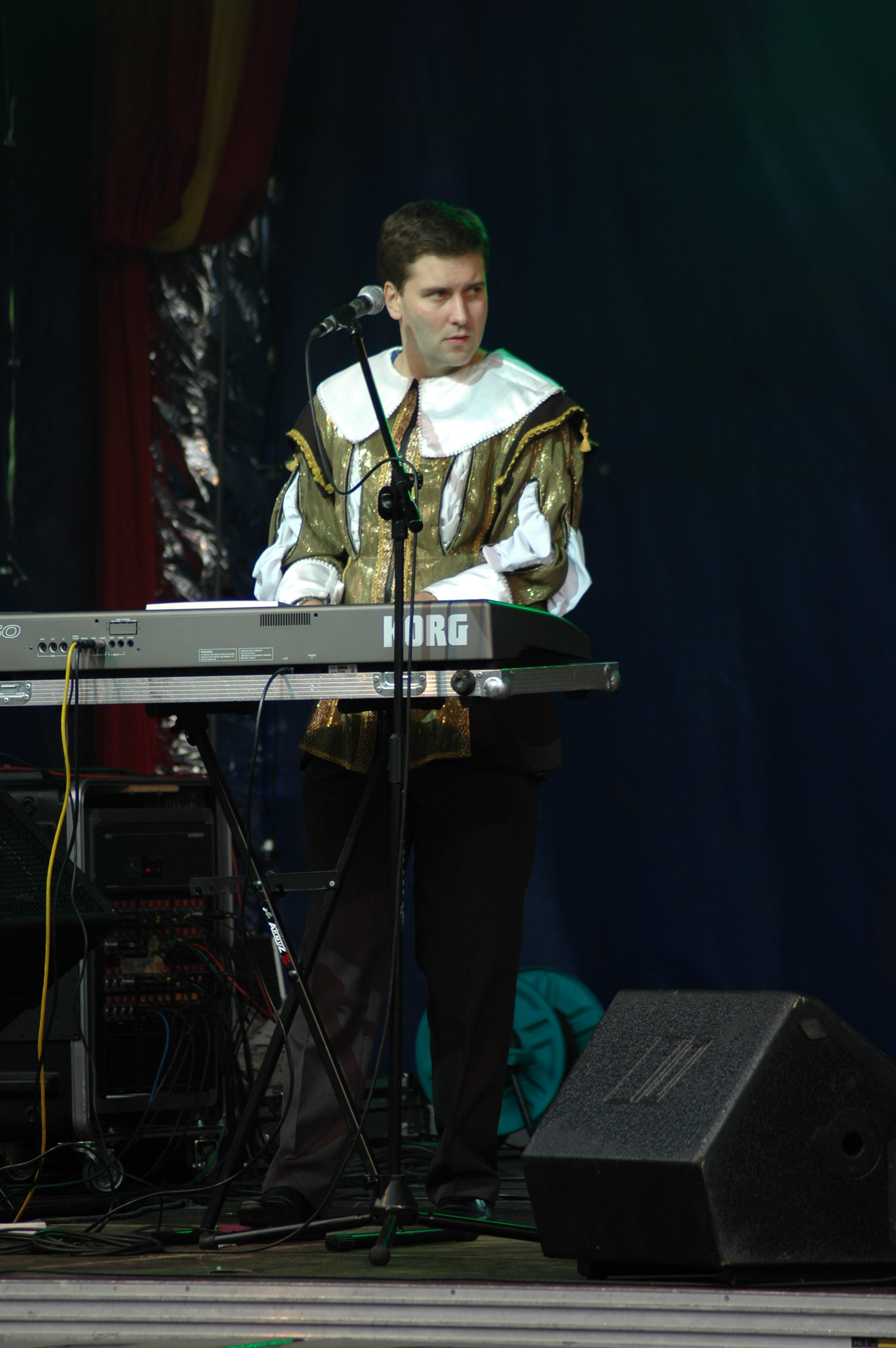
Jacek Malanowski